# لاندری دی‌ماتا
لاندری نانی دی‌ماتا (متولد ۱ سپتامبر ۱۹۹۷) بازیکنی بلژیکی و در حال حاضر عضو تیم ولفسبورگ آلمان است ولی به صورت قرضی در تیم آندرلشت بازی می‌کند. وی در حال حاضر در پست مهاجم توپ می‌زند.

## دوران حرفه‌ای
دی‌ماتا دوران نوجوانی خود را در باشگاه استاندارد لیژ به عنوان یک تازه وارد آغاز کرد. او سپس در سال ۲۰۱۶ به باشگاه اوستنده پیوست. او اولین بازی خود در بلژیک لیگ برتر را در ۴ اوت ۲۰۱۶ و در برابر خنک انجام داد  و در ژوئیه سال ۲۰۱۷ با مبلغ ۱۰ میلیون یورو به ولفسبورگ پیوست. وی در حال حاضر به صورت قرضی در باشگاه اندرلخت بازی می‌کند.